# Juri Wladimirowitsch Ussatschow
Juri Wladimirowitsch Ussatschow (russisch Юрий Владимирович Усачёв, wiss. Transliteration Jurij Vladimirovič Usačëv; * 9. Oktober 1957 in Donezk, Oblast Rostow, RSFSR, UdSSR) ist ein ehemaliger russischer Kosmonaut.
Ussatschow schloss 1975 die öffentliche Hochschule ab. Vom Moskauer Staatliches Luftfahrtinstitut erhielt er 1985 ein Ingenieursdiplom. Anschließend trat er eine Stelle beim Raumfahrtunternehmen RKK Energija an und war für die Ausbildung von Außenbordaktivitäten und für die Öffentlichkeitsarbeit zuständig.
Ussatschow ist verheiratet und hat eine Tochter.
Nach seinem ersten Raumflug im Jahre 1994 wurde Ussatschow zum Held der Russischen Föderation ernannt und erhielt auch die Medaille für Piloten und Kosmonauten.
Während seines vierten und letzten Raumflugs gehörte er der zweiten Langzeitbesatzung der internationalen Raumstation an und war Kommandant der ISS-Expedition 2.